# Battolyser
Een Battolyser technologie is een apparaat dat elektriciteitsopslag (batterij) en waterstofproductie (electrolyseapparaat) in één systeem combineert.
Bij het laden van de batterij gaat deze in toenemende mate functioneren als electrolyseapparaat voor de productie van waterstof. Er worden rendementen van 80-90% geclaimd. En dat terwijl de Battolyser technologie met een beperkte elektriciteitsopslag (19 tot 24 Wh per kg, dus circa 10 % van een lithium-ion-accu) ook als accu functioneert.
Het prototype van de Battolyser technologie werd gebouwd op basis van een nikkelijzerbatterij, ook wel bekend als de Edisonbatterij. Er zijn ook Battolyser technologieën omschreven op basis van een loodaccu.

## Geschiedenis
De Battolyser technologie werd in 2015 uitgevonden door Fokko Mulder en Bernhard Weninger en werd door de TU Delft gepatenteerd.
De Battolyser technologie werd ondergebracht in de spin-off Battolyser Holding B.V., opgericht in 2018 in Schiedam.
Bij de Magnum-energiecentrale van RWE in de Eemshaven staat een industriële proefopstelling.